# Vlakke kromme
In de wiskunde is een vlakke kromme, vaak kortweg kromme genoemd, een kromme in een plat vlak dat kan  een euclidisch vlak, een affien vlak of een projectief vlak zijn. De meest bestudeerde gevallen zijn de gladde vlakke krommen, met inbegrip van stuksgewijs gladde vlakke krommen, en algebraïsche krommen. Een kromme die niet in een plat vlak ligt, wordt ruimtekromme genoemd.

## Gladde vlakke kromme
Een gladde vlakke kromme is een kromme in een reëel euclidisch vlak {\displaystyle \mathbb {R} ^{2}} en een eendimensionale gladde variëteit. Dit betekent dat een gladde vlakke kromme een vlakke kromme is die "lokaal op een rechte lijn" lijkt, in de zin dat in de buurt van elk punt de kromme door een gladde functie afgebeeld kan worden op een rechte lijn. Equivalent daarmee kan een gladde vlakke kromme lokaal worden gegeven door een vergelijking 
{\displaystyle f(x,y)=0}, waarin {\displaystyle f:\mathbb {R} ^{2}\to \mathbb {R} } een gladde functie is, en de partiële afgeleiden {\displaystyle {\frac {\partial f}{\partial x}}} en {\displaystyle {\frac {\partial f}{\partial y}}} niet allebei 0 zijn op enig punt van de kromme.

## Algebraïsche vlakke kromme
Een vlakke algebraïsche kromme is een kromme in een affien vlak die gegeven wordt door een veeltermvergelijking {\displaystyle f(x,y)=0} of in een projectief vlak gegeven door  een vergelijking {\displaystyle F(x,y)=0} waarin {\displaystyle F} een homogene veelterm is. Algebraïsche krommen werden uitvoerig bestudeerd in de 18e eeuw. De graad van de definiërende vergelijking heet ook de graad van de algebraïsche vlakke kromme. In het geval van een algebraïsch getallenlichaam is deze graad gelijk aan het aantal snijpunten van de kromme met een rechte in algemene ligging. Zo heeft de cirkel gegeven door de vergelijking {\displaystyle x^{2}+y^{2}=1}, de graad 2. De niet-singuliere vlakke algebraïsche krommen van graad 2 worden kegelsneden genoemd, en hun projectieve voltooiing zijn alle isomorf met de projectieve completering van de cirkel {\displaystyle x^{2}+y^{2}=1}. De niet-singuliere derdegraads vlakke algebraïsche krommen worden elliptische krommen genoemd.

## Voorbeelden
| naam      | vergelijking                                                    | parametervergelijking                          | functievoorschrift                                        | grafiek  |
| --------- | --------------------------------------------------------------- | ---------------------------------------------- | --------------------------------------------------------- | -------- |
| lijn      | {\displaystyle ax+by=c}                                         | {\displaystyle (x_{0}+\alpha t,y_{0}+\beta t)} | {\displaystyle y=mx+c}                                    |          |
| cirkel    | {\displaystyle x^{2}+y^{2}=r^{2}}                               | {\displaystyle (r\cos t,r\sin t)}              | {\displaystyle y=\pm {\sqrt {r^{2}-x^{2}}}}               | framless |
| parabool  | {\displaystyle y-x^{2}=0}                                       | {\displaystyle (t,t^{2})}                      | {\displaystyle y=x^{2}}                                   |          |
| ellips    | {\displaystyle {\frac {x^{2}}{a^{2}}}+{\frac {y^{2}}{b^{2}}}=1} | {\displaystyle (a\cos t,b\sin t)}              | {\displaystyle y=\pm {\frac {b}{a}}{\sqrt {a^{2}-x^{2}}}} | framless |
| hyperbool | {\displaystyle {\frac {x^{2}}{a^{2}}}-{\frac {y^{2}}{b^{2}}}=1} | {\displaystyle (a\cosh t,b\sinh t)}            | {\displaystyle x=\pm {\frac {a}{b}}{\sqrt {b^{2}+y^{2}}}} |          |